# Вайт-Міллс (Пенсільванія)
Вайт-Міллс (англ. White Mills) — переписна місцевість (CDP) в США, в окрузі Вейн штату Пенсільванія. Населення — 585 осіб (2020).

## Географія
Вайт-Міллс розташований за координатами 41°32′21″ пн. ш. 75°11′58″ зх. д. / 41.53917° пн. ш. 75.19944° зх. д. (41.539251, -75.199520).  За даними Бюро перепису населення США в 2010 році переписна місцевість мала площу 3,93 км², з яких 3,84 км² — суходіл та 0,09 км² — водойми.

## Демографія
Згідно з переписом 2010 року, у переписній місцевості мешкало 659 осіб у 280 домогосподарствах у складі 191 родини. Густота населення становила 168 осіб/км².  Було 325 помешкань (83/км²).
Расовий склад населення:
| - 96,7 % — білих - 1,1 % — корінних американців - 1,1 % — чорних або афроамериканців - 0,2 % — азіатів |

До двох чи більше рас належало 0,6 %. Частка іспаномовних становила 3,0 % від усіх жителів.
За віковим діапазоном населення розподілялося таким чином: 21,1 % — особи молодші 18 років, 59,3 % — особи у віці 18—64 років, 19,6 % — особи у віці 65 років та старші. Медіана віку мешканця становила 45,2 року. На 100 осіб жіночої статі у переписній місцевості припадало 97,9 чоловіків;  на 100 жінок у віці від 18 років та старших — 100,0 чоловіків також старших 18 років.
Середній дохід на одне домашнє господарство  становив 65 179 доларів США (медіана — 56 184), а середній дохід на одну сім'ю — 73 109 доларів (медіана — 62 024). За межею бідності перебувало 16,0 % осіб, у тому числі 22,0 % дітей у віці до 18 років та 0,0 % осіб у віці 65 років та старших.
Цивільне працевлаштоване населення становило 349 осіб. Основні галузі зайнятості: роздрібна торгівля — 34,7 %, освіта, охорона здоров'я та соціальна допомога — 18,6 %, мистецтво, розваги та відпочинок — 12,9 %, виробництво — 10,9 %.